# Cameron Gordon (Schauspieler)
Cameron Leigh Gordon ist ein US-amerikanischer Schauspieler und Filmtechniker.

## Leben
Cameron Leigh Gordon debütierte 2006 im Kurzfilm The Break als Schauspieler. Es folgten überwiegend Besetzungen in sogenannten B-Movies, Low-Budget-Filmen oder Mockbustern wie 2007 in Universal Soldiers – Cyborg Islands, 2010 in Titanic 2 – Die Rückkehr, 2014 in Mega Shark vs. Mechatronic Shark oder 2017 in Global Storm – Die finale Katastrophe in der größeren Rolle des Mayor Wally. Von 2015 bis 2018 wirkte er in der Fernsehserie Z Nation in verschiedenen Rollen mit. Er übernahm immer wieder Charakterrollen in verschiedenen Kurzfilmen.
Seit 2007 ist Gordon auch als Filmtechniker tätig und unterstützt Filmproduktionen an der Kamera oder der Beleuchtung. Größere Filme mit ihm als Filmtechniker waren Black Widow – Tödliche Verführung, Alien Raiders, Red Sands, Lost Island – Von der Evolution vergessen oder The Hungover Games.

## Filmografie

### Schauspiel
- 2006: The Break (Kurzfilm)
- 2007: Universal Soldiers – Cyborg Islands (Universal Soldiers)
- 2008: Fast Girl
- 2008: A Single Woman
- 2008: Play (Kurzfilm)
- 2009: Big Bother (Kurzfilm)
- 2010: Titanic 2 – Die Rückkehr (Titanic II)
- 2011: Guess Whom (Kurzfilm)
- 2013: Battledogs (Fernsehfilm)
- 2013: Do You Have a Cat? (Kurzfilm)
- 2014: Mega Shark vs. Mechatronic Shark
- 2014: Miles to Go (Kurzfilm)
- 2015–2018: Z Nation (Fernsehserie, 5 Episoden, verschiedene Rollen)
- 2017: Global Storm – Die finale Katastrophe (Global Meltdown) (Fernsehfilm)
- 2017: Ruin Me

### Filmtechnik
- 2007: Crossing the Line (Kurzfilm)
- 2007: Ablution (Kurzfilm)
- 2007: Ping Pong Playa
- 2007: Steep (Kurzfilm)
- 2007: The Minis
- 2008: Fast Girl
- 2008: Black Widow – Tödliche Verführung (Black Widow) (Fernsehfilm)
- 2008: Expecting Love (Mala wielka milosc)
- 2008: Alien Raiders
- 2008: Farm House
- 2009: Red Sands
- 2009: 2:13
- 2009: The Intervention
- 2009: Lost Dream
- 2009: Expecting Love (Fernsehserie)
- 2009: Lost Island – Von der Evolution vergessen (The Lost Tribe)
- 2010: The Bannen Way
- 2010: Order of Chaos
- 2010: The Thief (Kurzfilm)
- 2010: Bare Knuckles
- 2013: Bad Words
- 2013: Ending Up (Kurzfilm)
- 2014: The Hungover Games
- 2014: Quick Draw (Fernsehserie, 2 Episoden)
- 2014: The Final Song
- 2016: Uncle Buck (Fernsehserie, 2 Episoden)